# Limnophyes lindneri
Limnophyes lindneri är en tvåvingeart som beskrevs av Maurice Emile Marie Goetghebuer 1934. Limnophyes lindneri ingår i släktet Limnophyes och familjen fjädermyggor.
Artens utbredningsområde är Israel. Inga underarter finns listade i Catalogue of Life.